# Mész András

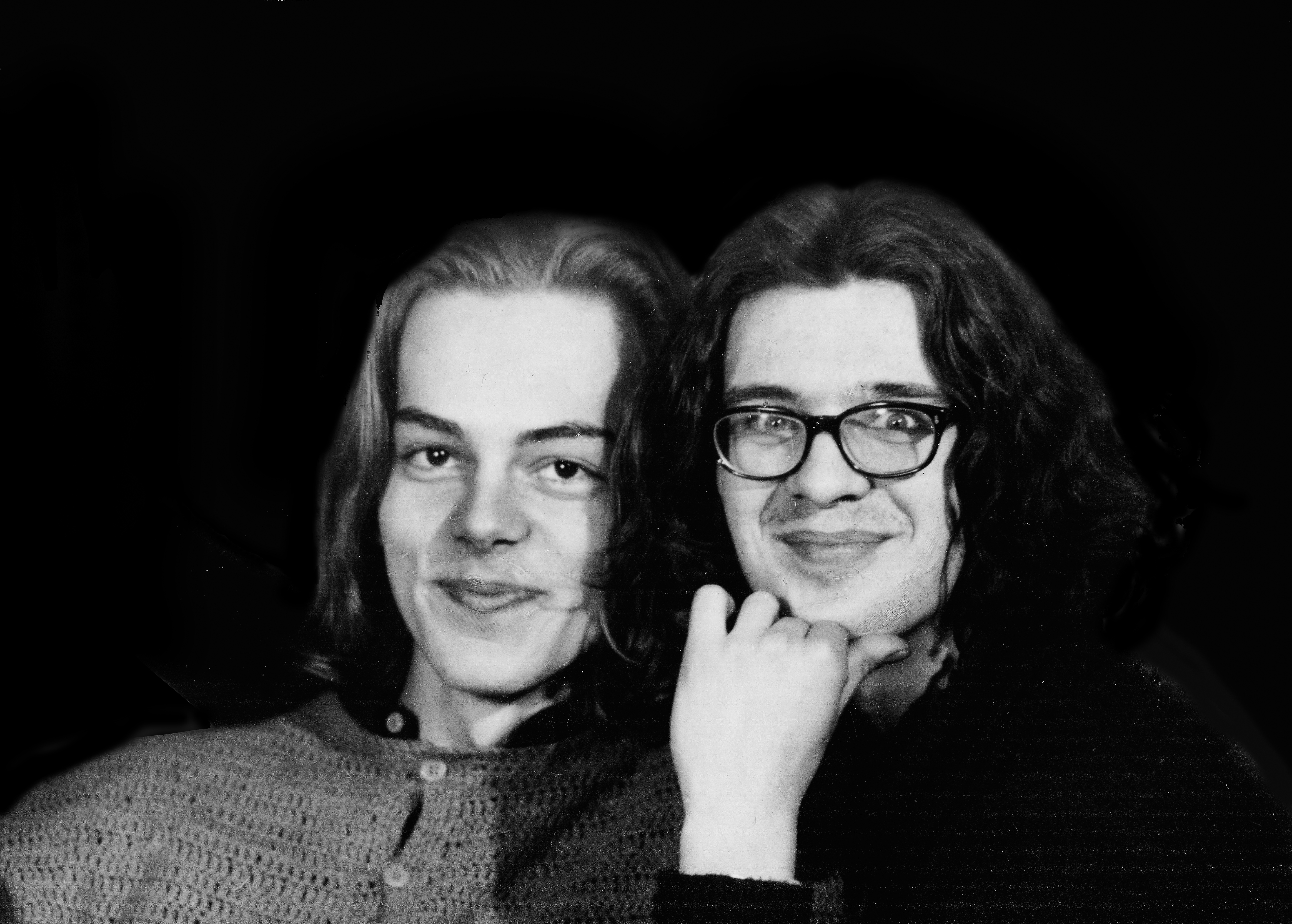
A fiatal Xantus János és Mész András (Rózsavölgyi Gyöngyi felvétele)

Monory Mész András (Budapest, 1954. február 6. –) magyar filmrendező, operatőr.

## Életpályája
Szülei: Mész László és Monory Éva. 1975–1979 között a Színház- és Filmművészeti Főiskola operatőr-rendező szakát végezte el. 1980–1983 között Franciaországban a France-3 televízió-csatornánál volt operatőr és újságíró. 1983–1989 között a Balázs Béla Stúdió ügyvezető titkára volt. 1997–2000 között a Magyar Televízió filmfőszerkesztője volt. 2002-ben doktorált a Színház- és Filmművészeti Egyetemen.

## Filmjei

### Színészként
- A sípoló macskakő (1971)
- Hogyan kell egy szamarat etetni? (1974)
- A kétfenekű dob (1978)
- The Josephine Baker story (1991)
- A játékos (1997)

### Rendezőként
- Zsúr (1975)
- ABC (1976)
- Vadkerti történet (1978)
- Távolban egy bíbor vitorla (1979)
- Románc (1980)
- Játszani kell! (1984) (rendezőasszisztens)
- Emlékek egy városról (1985)
- Bebukottak (1985)
- A túlélés stratégiái (1987) (operatőr is)
- Havanna posztmodern (1987)
- Meteo (1990) (forgatókönyvíró is)
- Ezredvégi beszélgetések (1992-)
- Múlt-kor (1994-)

### Operatőrként
- Verzió (1981)
- A Pronuma bolyok története (1983)
- Spinoza Rückwertz (1985)
- A szárnyas ügynök (1987)
- Az én légióim (1989)
- Volt egyszer egy légió (1989)

## Művei
- Ezredvégi beszélgetések (Tillmann J. A.-val, 1998)
- Ezredkezdet (Tillmann J. A.-val, 2003)

## Díjai
- Oberhauseni fesztivál fődíja (1979)
- torinói fesztivál legjobb videofilm díja (1985)
- Ifjúsági Díj (1989)
- troiai Fipresci-díj (1990)
- a cottbusi fesztivál díja (1991) Meteo